# Sekret jej oczu
Sekret jej oczu (hiszp. El secreto de sus ojos, 2009) – argentyńsko-hiszpański melodramat kryminalny w reżyserii Juana José Campanelli. Film oparto na powieści La pregunta de sus ojos autorstwa Eduarda Sacheri. Zdjęcia kręcono w Buenos Aires.
Film został nagrodzony Oscarem dla najlepszego filmu nieanglojęzycznego podczas 82. ceremonii wręczenia Oscarów. Jest to druga produkcja argentyńska, która otrzymała Oscara w tej kategorii (wcześniej tylko jeden film z Argentyny − Wersja oficjalna z 1985 r. − otrzymał nagrodę). Obraz otrzymał również dziewięć nominacji do nagrody Goya, które zamieniły się na dwie statuetki, w tym dla najlepszego zagranicznego filmu hiszpańskojęzycznego.
W 2010 roku obraz stał się drugim pod względem wielkości sukcesem kasowym w historii kinematografii Argentyny.

## Obsada
- Soledad Villamil jako Irene Menéndez Hastings
- Ricardo Darín jako Benjamín Esposito
- Carla Quevedo jako Liliana Coloto
- Pablo Rago jako Ricardo Morales
- Javier Godino jako Isidoro Gómez
- Bárbara Palladino jako Chica Piropo
- Rudy Romano jako Ordóñez
- Alejandro Abelenda jako Pinche Mariano
- Mario Alarcón jako Juez Fortuna Lacalle
- Guillermo Francella jako Pablo Sandoval
- Sebastián Blanco jako Pinche Tino
- Mariano Argento jako Romano

i inni

## Nagrody i nominacje
82. ceremonia wręczenia Oscarów
- nagroda: najlepszy film nieanglojęzyczny (Argentyna)

24. ceremonia wręczenia nagród Goya
- nagroda: najlepsza debiutująca aktorka − Soledad Villamil
- nagroda: najlepszy zagraniczny film hiszpańskojęzyczny − Juan José Campanella
- nominacja: najlepszy film
- nominacja: najlepszy reżyser − Juan José Campanella
- nominacja: najlepszy scenariusz − Eduardo Sacheri i Juan José Campanella
- nominacja: najlepszy aktor − Ricardo Darín
- nominacja: najlepsza muzyka − Federico Jusid
- nominacja: najlepsze zdjęcia − Félix Monti
- nominacja: najlepsza scenografia − Marcelo Pont Vergés

64. ceremonia wręczenia nagród Brytyjskiej Akademii Filmowej
- nominacja: najlepszy film zagraniczny (Argentyna)

36. ceremonia wręczenia Cezarów
- nominacja: najlepszy film zagraniczny (Argentyna / Hiszpania)

2009 Międzynarodowy Festiwal Filmowy w San Sebastian
- nominacja: Złota Muszla − Juan José Campanella